# Tiro alla partica

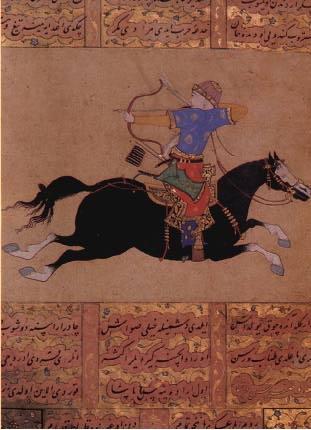
Miniatura medievale che rappresenta un arciere a cavallo mentre esegue il tiro alla partica.

Il tiro alla partica è il nome che viene dato ad una tattica militare resa famosa dai Parti. Gli arcieri della cavalleria leggera dei parti durante una ritirata al galoppo si giravano per lanciare frecce al nemico che li inseguiva. Questa tattica richiedeva un'abilità equestre molto elevata dato che entrambe le mani erano impiegate per usare l'arco e le staffe non erano ancora state inventate, i cavalieri dovevano quindi riuscire a guidare il cavallo usando solo la pressione delle gambe. La tattica poteva essere usata anche fingendo una ritirata.
Una delle battaglie più note in cui questa tattica fu utilizzata è la battaglia di Carre, in questo scontro il tiro alla partica fu un fattore determinante nella vittoria dei Parti sul generale romano Marco Licinio Crasso.
Questa tattica fu usata dalla maggior parte dei popoli nomadi dell'eurasia inclusi Sciti, Unni, Magiari, Mongoli e anche dai popoli successivi ai Parti come i Sasanidi e gli Ottomani.